# نيستور غارزا
نيستور غارزا (بالإسبانية: Néstor Garza)‏ مواليد 24 نوفمبر 1976 في ولاية تاماوليباس، المكسيك، هو ملاكم محترف مكسيكي يصنف ضمن فئة وزن الوسط. حقق بطولة رابطة الملاكمة العالمية.

## إحصائيات
خاض خلال مسيرته 46 نزالا، فاز في 41 ولم يتعادل وخسر في 5. فاز بالضربة القاضية في 33 نزالا.

## روابط خارجية
- نيستور غارزا على موقع بوكس ريك (الإنجليزية) (registration required)